# نلی کانلی
ایدانل بریل کانلی (Idanell Brill Connally) (زادهٔ ۲۴ فوریه ۱۹۱۹ – درگذشت ۱ سپتامبر ۲۰۰۶)، از ۱۹۶۳ تا ۱۹۶۹ میلادی بانوی اول تگزاس بود. او همسر جان کانلی، فرماندار تگزاس و بعداً وزیر خزانه‌داری ایالات متحده بود.
در حادثه ترور جان اف. کندی رئیس‌جمهور ایالات متحده در ۲۲ نوامبر ۱۹۶۳ میلادی در دالاس، تگزاس، او و همسرش نیز سرنشینان لیموزینِ رئیس‌جمهور بودند.

## اوایل زندگی

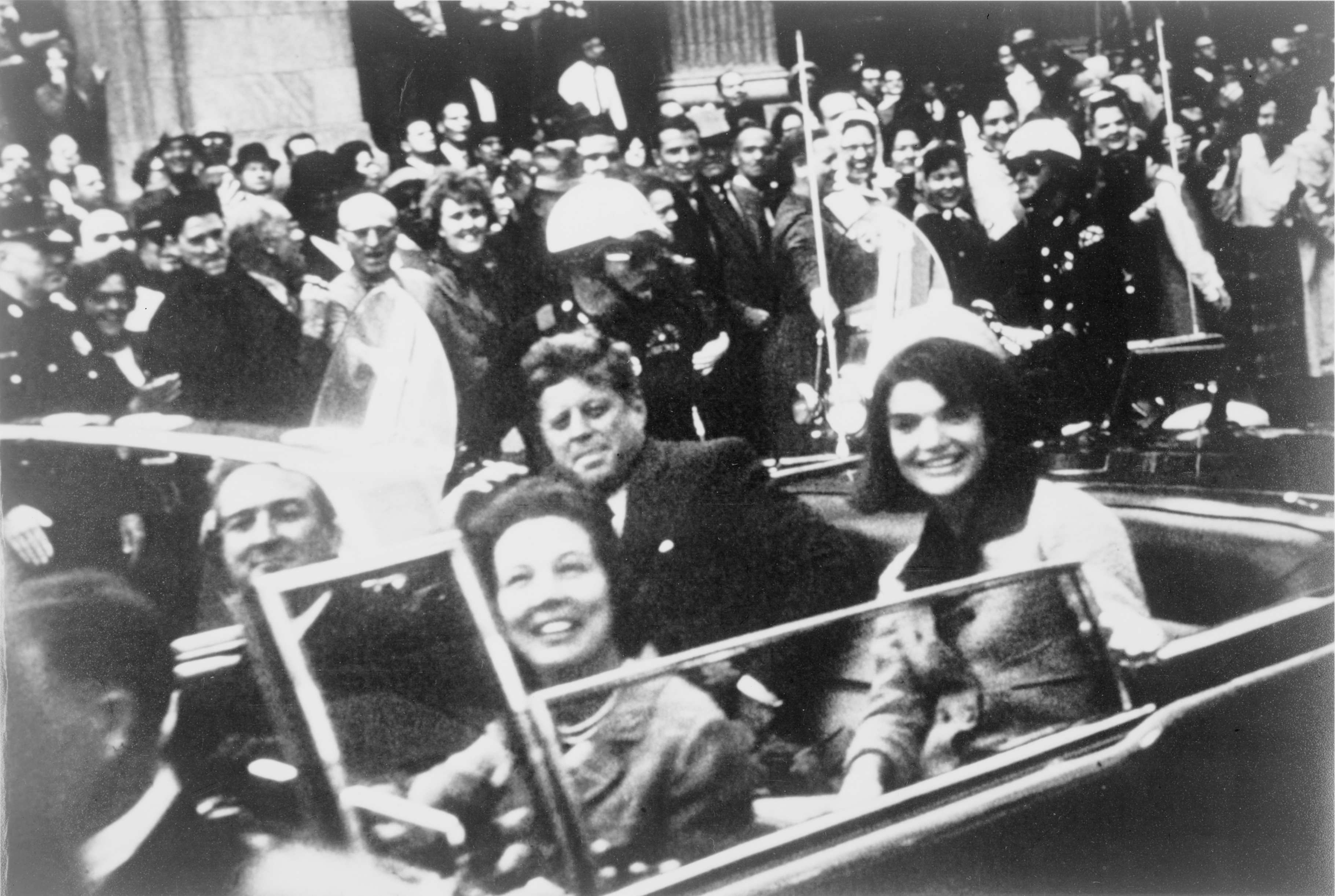
کاروان پرزیدنت جان اف. کندی، دالاس، تگزاس، جمعه، 22 نوامبر 1963. جکی کندی، فرماندار تگزاس جان کانالی و همسرش نلی نیز در لیموزین ریاست جمهوری حضور دارند.

کانلی در آستین، تگزاس متولد شده و بزرگترین فرزند از پنج فرزند کاتلین انی (تخلص قبل از ازدواج، اینکس) و آرنو دبلیو. بریل بود. او در دانشگاه تگزاس آموزش دید، جای که در ۱۹۳۸ میلادی به او لقب «دلربای دانشگاه» داده شد. کانلی در نخست آرزو داشت تا بازیگر سینما شود، اما پس از ملاقات با شوهر آینده‌اش، جان کانلی در ۱۹۳۷ میلادی در دانشگاه تگزاس، از این برنامه‌های خود منصرف شد. آن‌ها در ۱۹۴۰ میلادی باهم ازدواج نمودند.

## بانوی نخست تگزاس
جان کانلی پیشه سیاسی خود را با کار برای نماینده وقت کنگره (و رئیس‌جمهور آینده ایالات متحده)، لیندون بی. جانسون آغاز کرد. جان کانلی در ۱۹۶۲ میلادی به عنوان فرماندار تگزاس انتخاب شود. او متعاقباً برای دو دوره بعدی نیز مجدداً به عنوان فرماندار انتخاب گردید.
در جریان تصدی‌اش به عنوان بانوی نخست، کانلی باغ‌های کاخ فرماندار تگزاس را ساخته و نقره این ایالات را گردآوری نمود.

### ترور کندی
در ۲۲ نوامبر ۱۹۶۳، در حادثه‌ای که رئیس جمهور ایالات متحده جان اف کندی در دالاس، تگزاس ترور شد، کانلی و همسرش نیز سرنشین لیموزین ریاست جمهوری بودند. کانلی زمانی که با رئیس‌جمهور کندی سوار ماشین بودند، به رئیس‌جمهور کندی گفت، «آقای رئیس‌جمهور، شما نمی‌توانید بگویید که دالاس شما را دوست ندارد» و رئیس‌جمهور تصدیق نموده و پاسخ داد که «نه، به یقین که شما نمی‌توانید». در خلال چند ثانیه، او نخستین صدای چیزی را شنید که بعداً گفت سه شلیک گلوله با توالی سریع بودند.
رئیس‌جمهور و فرماندار کانلی مورد اصابت گلوله قرار گرفته بودند که در نتیجه منتهی به مرگ رئیس‌جمهور و جراحت شدید فرماندار شد. نیلی کانلی به زمین خم شد تا از شوهرش که پس از شلیک دومی به زمین افتاده بود، مراقبت کند. او اظهار داشت که «من هیچگاه دوباره به عقب نگاه نکردم. من فقط تلاش می‌کردم تا از او مراقبت کنم». کانلی گفته بود که ماندنی‌ترین تصویری که او از ترورِ دالاس داشت، تصویر آمیزه‌ای از خون و گل‌ها بود. او در مصاحبه‌ای در ۲۰۰۳ میلادی با اسوشیتد پریس گفت، «تصویری بود از گل‌های سرخ و زرد و خون که در همه جای ماشین… و همه جای ما، پخش شده بود». «من هیچگاه آن را فراموش نمی‌کنم. … این حادثه بسیار سریع، کوتاه و نیرومند بود».
کانلی در کتاب ۲۰۰۳ خود، از میدان عشق – ساعات آخری ما با جان اف. کندی، خاطرات شخصی خود از رویداد که تنها چند روز از پس از ترور نوشته بود، را شریک ساخت. او در کتابش گفته‌است که به باور وی، گلوله‌ای که به شوهر وی اصابت کرده از دو گلوله که به کندی اصابت کرده بود، متفاوت بود.

## اواخر زندگی

### دادخواهی و کارهای خیریه
پس از خدمت به عنوان بانوی نخست تگزاس، کانلی در راستای گردآوری اعانه برای چندین مؤسسه خیریه ازجمله چلدرین مریکل نتورک تلیتان برای بیمارستان کودک هرمان، کار کرد. او از ۱۹۸۴ به بعد در مرکز سرطان ام.دی. اندرسون دانشگاه تگزاس خدمت نموده و از طریق صندوق خیریه که به‌نام خود وی بود، میلیون‌ها دلار برای برنامه‌های پژوهشی و بیماران اعانه گردآوری کرد. چندی بعد، او از سوی بنیاد کروهنز و کولیتیس لقب زن باافتخار را به‌دست‌آورد. وی همچنین عضو کمیسیون تاریخی تگزاس بود و در راستای اتمام پارک ترانکوالیتی واقع در هیوستون، همکاری نمود.
در ۱۹۸۸ میلادی، کانلی به بیماری سرطان پستان دچار شد. او تحت معالجه قرار گرفته و بهبود یافت. سال بعدی، ریچارد نیکسون، دونالد ترامپ و باربارا والترز برای افتخار بخشیدن به وی و جمع‌آوری اعانه برای پژوهشی در حوزه بیماری قند، در ضیافتی که او برگزار کرده بود حضور یافتند. در ۱۹۹۸ میلادی، ده سال پس از ابتلا به بیماری سرطان پستان، کانلی هشتادمین زاد روز خود را همراه با سایر نجات‌یافتگان سرطان پستان، طی محفلی در مرکز سرطان نیلی بی. کانلی در بیمارستان اندرسون در هیوستون، تجلیل نمود.

### ورشکستگی
پس از ۱۹۸۰ میلادی، شرکت‌های تجاری شخصی، نسبت به پیشه جان کانلی به عنوان سیاست‌مدار و وکیل کارگزار، کمتر موفقیت‌آمیز بود. یک شرکت نفت که او در آن سرمایه‌گذاری نموده بود دچار مشکلات شد و پروژه‌های املاک به ارزش ۲۰۰ میلیون دلار ناکام گردید. او تحت فصل ۱۱ قانون ورشکستگی فدرال برای سازماندهی مجدد امور مالی شخص خود درخواست داده و تحت فصل ۷ برای تصفیه شرکت مشارکت بارنیس-کانلی درخواست داد، شرکتی مقیم آستین که او همراه با نایب فرماندار پیشین میان بارنس بنیان‌گذاری نموده بود. این حراج تنها بخشی از ۹۳ میلیون دلار بدهی که کانلی نزد محکمه ورشکستگی در آستین فهرست نموده بود، را پرداخت کرد.

## زندگی شخصی
جان کانلی و نیلی در ۲۱ دسامبر ۱۹۴۰ در کلیسای فرست یونایتد متودیست در آستین باهم ازدواج کردند. آن‌ها چهار فرزند داشتند: کاتلین، جان بی. کانلی ۳، شارون و مارک مادیسون. در ۱۹۵۹ میلادی، رابرت الین هیل از اتهام مرتبط با قتل دختر جوان کانلی (کاتلین کانلی هیل) در آوریل ۱۹۵۹ میلادی، توسط هیئت منصفه پزشکی قانونی در فلوریدا تبرئه گردید. رابرت هیل و کاتلین کانلی هیل، ۴۴ روز قبل از مرگ کاتلین باهم ازدواج کرده بودند. جان و نیلی کانلی الی زمان مرگ جان در ۱۹۹۳ میلادی بر اثر بیماری نومُنیا، باهم بودند.

### مرگ
در ۱ سپتامبر ۲۰۰۶، کانلی به عمر ۸۷ سالگی در حین خواب درگذشت. در زمان مرگ خود، او در کاخ وستمینستر، آسایشگاهی در آستین که او از یک سال بدانسو در آنجا بسر می‌برد، زندگی می‌کرد. او در قبرستان ایالتی تگزاس در آستین به خاک سپرده شد.